# Ard Schenk
Adrianus „Ard“ Schenk (* 16. září 1944 Anna Paulowna, Severní Holandsko) je bývalý nizozemský rychlobruslař.
Prvních mezinárodních závodů se zúčastnil v roce 1964. Tehdy startoval na Zimních olympijských hrách na trati 1500 m (13. místo) a na Mistrovství světa (7. místo). O rok později debutoval pátou příčkou na Mistrovství Evropy a také získal svoji první medaili – bronzovou ze světového šampionátu. Velkého úspěchu dosáhl v roce 1966, když vybojoval stříbro na Mistrovství světa a zvítězil na kontinentálním šampionátu. V letech 1967 a 1968 přivezl z mistrovství další tři cenné kovy, zúčastnil se také zimní olympiády 1968, kde získal stříbro na trati 1500 m, na pětistovce byl třináctý. Nejúspěšnější sezóny však prožil na začátku 70. let. V roce 1970 zvítězil jak na Mistrovství Evropy, tak světa ve víceboji, na premiérovém ročníku sprinterského světového šampionátu byl šestý. Roku 1971 si do své sbírky cenných kovů přidal zlato Mistrovství světa ve víceboji, stříbro z Mistrovství Evropy a bronz z Mistrovství světa ve sprintu. Na Zimních olympijských hrách 1972 zvítězil v závodech na 1500 m, 5000 m a 10 000 m (kromě toho skončil na 34. místě na trati 500 m), vyhrál také světový i evropský vícebojařský šampionát a na sprinterském mistrovství obhájil bronz. Po sezóně 1971/1972 se společně s dalšími rychlobruslaři připojil k nově založené profesionální lize International Speed Skating League (ISSL), na jejímž světovém mistrovství v roce 1973 byl první. Existence ISSL však vydržela pouze do roku 1974, kdy Schenk také ukončil sportovní kariéru.
V letech 1970, 1971 a 1972 obdržel cenu Oscara Mathisena a stal se tak prvním rychlobruslařem v historii, který ji získal třikrát.